# Chopin (Franz Liszt)

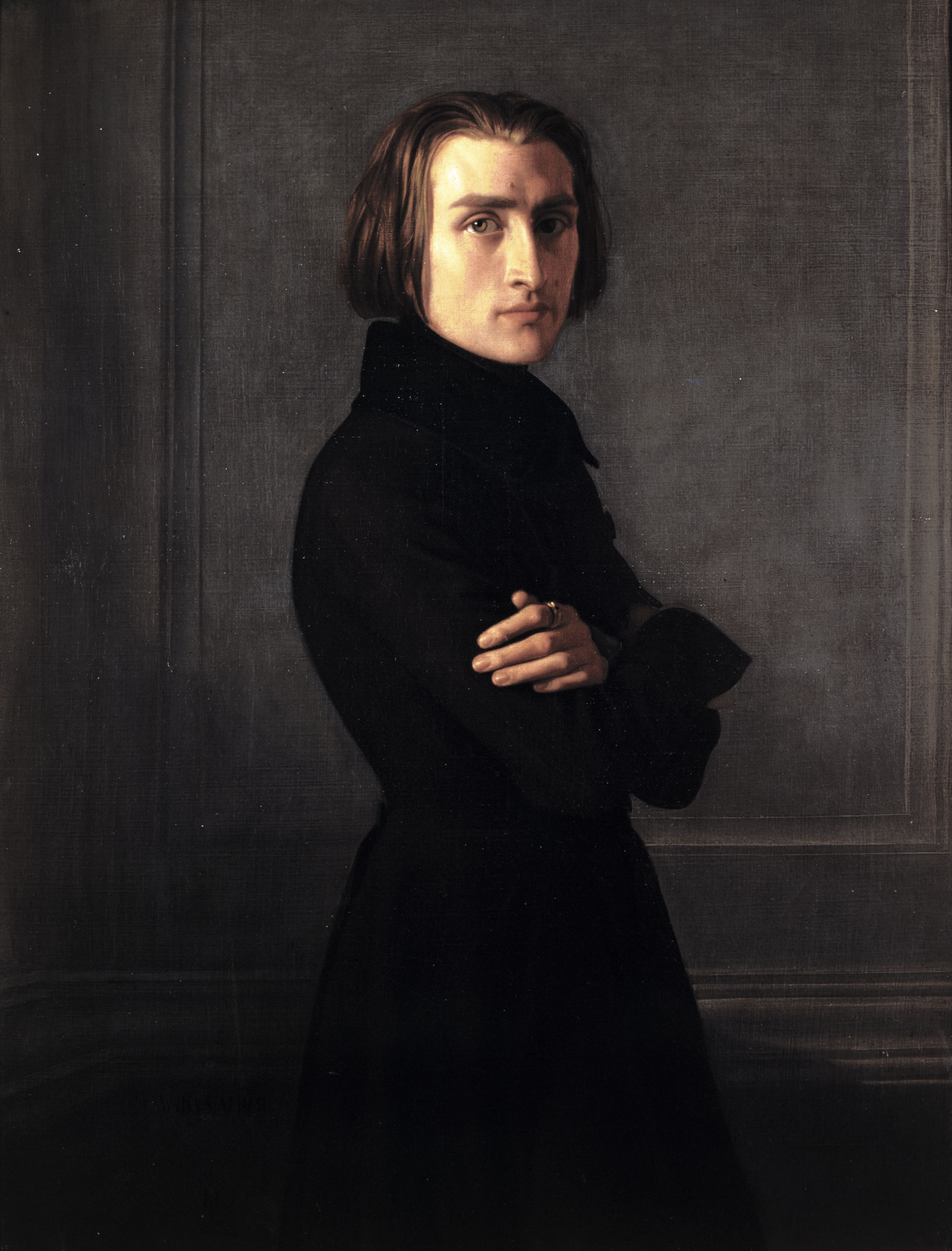
Ritratto di Franz Liszt dipinto da Henri Lehmann.

Chopin è un saggio biografico scritto dal compositore e pianista Franz Liszt sull'opera e la vita di Fryderyk Chopin quasi tre anni dopo la morte del musicista polacco e pubblicato nel 1852. Questo volume rappresenta una delle più importanti opere dedicate a Chopin, offrendo una preziosa prospettiva sulla sua vita artistica e personale.
Si è a lungo discusso sull'effettiva paternità di Liszt nei riguardi di questo libro; il musicista non era uno scrittore né un musicologo e la prosa ridondante fa ritenere che sia opera in gran parte della principessa Carolyne zu Sayn-Wittgenstein, compagna di Liszt fin dal 1847, ovviamente su indicazioni e suggerimenti che solo chi aveva a lungo frequentato Chopin poteva dare. La grande conoscenza che Liszt aveva di Chopin come amico e collega gli permise di realizzare un saggio considerando anche la vita del compositore polacco. Nonostante la stima non fosse reciproca e che l'amicizia si fosse incrinata già da qualche anno, in Chopin, Liszt offre un'analisi attenta e appassionata del carattere del musicista, della sua musica e del contesto storico-culturale in cui visse, con lunghe digressioni sul popolo polacco, la sua storia, le sue passioni e anche sui difetti. Pur essendo la sua un'opera prevalentemente celebrativa e apologetica, la prosa ricca ed eloquente e le descrizioni vivide consentono ai lettori di immergersi nella vita e nel mondo interiore di Chopin, scoprendo le sfumature emotive che si riflettono nella sua straordinaria produzione musicale.
Liszt iniziò a scrivere su Chopin subito dopo la sua morte. Parlò con gli amici e i conoscenti, in particolare con Jane Stirling, amica e allieva del musicista scomparso che gli era stata vicina negli ultimi tempi, informandosi su fatti e avvenimenti della sua vita. Il 14 novembre 1849, a quasi un mese dalla morte, scrisse alla sorella di Chopin, Ludwika, sottoponendole una serie di domande su particolari della giovinezza e delle relazioni avute dal fratello. Le richieste furono considerate poco opportune dalla famiglia e quanto comunicato non fu di molta utilità al lavoro di Liszt. Il compositore ungherese iniziò subito a pubblicare a puntate il suo testo sulla rivista France Musicale già nel 1851. L'opera finita fu stampata per la prima volta a Parigi nel 1852; successivamente l'autore pubblicò una seconda edizione che presenta integrazioni ad alcuni capitoli. 

## Struttura

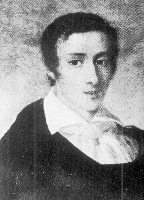
Chopin a 19 anni. Ritratto di Ambroży Mieroszewski.

Il libro è articolato in nove capitoli:
1. Il carattere generale delle opere di Chopin
2. Le Polacche
3. Le Mazurche
4. Il virtuosismo di Chopin
5. L'individualità di Chopin
6. La giovinezza di Chopin
7. Lélia[5]
8. Ultimi tempi, ultimi istanti
9. Conclusione

### Il carattere generale delle opere di Chopin
Secondo Liszt il vero apprezzamento per le opere di Chopin avverrà in futuro; le novità che ha introdotto nella forma e le modalità insolite non facilitano al momento la piena comprensione della sua musica. Al di là della popolarità di cui comunque gode, l'opera di Chopin verrà considerata dai posteri in modo più serio e meno frivolo. Gli studiosi comprenderanno che l'impronta lasciata nella sua musica è vastissima grazie al suo genio melodico, agli allargamenti innovativi del tessuto armonico pur mantenendo una perfetta giusta misura della forma. Chopin ha voluto limitarsi a un solo ambito, il pianoforte, rinunciando volontariamente alla grandiosità dell'orchestra e ciò probabilmente ha sminuito la sua fama.
Fare un'analisi compiuta delle opere di Chopin è impossibile. Il suo tessuto armonico è nuovo, la sua originalità non eccede mai, le ornamentazioni sono come gocce di rugiada sulla linea melodica. Liszt ritiene però che la vivacità delle prime opere sia andata perduta in quelle più mature per poi svanire nelle ultime più elaborate. Per sottolineare la grandezza dello stile chopiniano cita il secondo movimento del Concerto n. 2 e la Marcia funebre dalla seconda sonata che fu eseguita ai suoi funerali.
L'autore accenna anche al carattere di Chopin, non facile da comprendere; la familiarità e la franchezza in lui non implicavano la confidenza, evitava ogni argomento che riguardasse sentimenti intimi. D'altronde il fisico debole del compositore gli impediva ogni manifestazione di passioni in modo energico, era invece sempre solo affettuoso e gentile. Scriveva però pagine in cui a tratti affiorava quell'insofferenza che non riusciva a manifestare, arrivando anche a un'irascibilità tormentata nelle ultime opere.

### Le Polacche
Tra le composizioni di Chopin le Polacche sono fra le più ispirate, ma poco studiate per via delle difficoltà nell'esecuzione. Ben lontane da quelle un po' stucchevoli che erano in voga nel XVIII secolo, le Polacche di Chopin racchiudono nobiltà di sentimento per la patria; in esse si ritrovano la risolutezza e l'eroismo dei polacchi di un tempo, sempre animati di dignità e grandezza d'animo. In alcune di queste composizioni si possono sentire i passi decisi di uomini che con valore affrontarono le avversità del destino, con atteggiamento nobile e vestiti con ricchi costumi sullo sfondo di un tempo passato.
È difficile poter risalire al carattere originale della Polacca tanto è mutata nel tempo. Liszt descrive con dovizia di particolari quali furono le usanze e le particolarità che accompagnarono nel tempo l'evolversi di questa danza. Egli ricorda l'aspetto al tempo stesso marziale e cortese della Polacca, ballo che era destinato particolarmente agli uomini. Nelle famiglie importanti, in occasioni di feste, i padroni di casa aprivano le danze con le dame più in vista a cui seguivano via via le altre personalità, formando un corteo che si snodava nei vari ambienti e nei giardini. Ogni cavaliere cercava di superare in bravura il precedente e le dame seguivano con andamento ritmato e armonioso.
Chopin nacque troppo tardi per conoscere l'originalità e lo spirito di queste Polacche, ma attraverso i ricordi della sua infanzia e la storia della sua terra, riuscì a rendere eterna questa danza. Le antiche musiche delle polacche non hanno molto valore in ambito artistico. Le più note erano quella detta di Kościuszko e quelle del conte Michał Kleofas Ogiński, oscure e languide. Fu Weber a ridare vigore a questa danza, rifondendole vita e splendore. Chopin però lo superò, per il numero di composizioni e per le novità armoniche. In particolare la Polacca in La maggiore e quella in La bemolle maggiore per il loro slancio si avvicinano a quelle di Weber. Il grande merito di Chopin è stato quello di aver presentato nelle sue Polacche tutte le luci e le ombre suggerite dal ricordo, di aver cantato la gloria e anche il dolore. Fra le sue opere di più grande intensità per Liszt vi è la Polacca in Fa diesis minore in cui, in modo bizzarro, intercala una Mazurca quasi fosse la narrazione di un sogno ricco di incoerenze e passaggi inconsueti. Nella Polacca-Fantasia in La bemolle maggiore, che appartiene all'ultimo periodo compositivo, la musica è pervasa da un'ansia frenetica ed è priva di immagini luminose; non si avvertono più i passi dei cavalieri e la loro audacia, ciò che predomina è una malinconia elegiaca alternata a sussulti.

### Le Mazurche
Le Mazurche di Chopin si differenziano dalle Polacche per carattere. I colori forti e complessi sono qui sostituiti da sfumature più delicate e l'elemento femminile diventa più presente; la fierezza è in esse sempre venata di malinconia. Chopin ha reso questi caratteri con grande appropriatezza completandoli con il suo stile unico. I suoi ricordi della terra natale lo hanno aiutato a creare racconti che, grazie alla sua opera, hanno valicato i confini della terra in cui sono nati.
Secondo Liszt, per comprendere quanto siano appropriati i colori e le sfumature dei sentimenti che Chopin ha trasfuso nelle sue composizioni, bisognerebbe aver assistito a una Mazurca danzata in Polonia, solo in questo modo si sarebbe potuto comprendere come questo ballo fosse orgoglioso e delicato al tempo stesso.
L'autore descrive le caratteristiche della Mazurca, di come sia rappresentativa della Polonia e della sua grande attrattiva presso la gente. Al contrario di Valzer, Polka e Minuetto, la Mazurca coinvolge anche gli spettatori che aspettano con attenzione il turno delle varie coppie che si esibiscono con le loro varie figure. In Polonia, tutte le donne, anche quelle meno portate, conoscono i passi di questa danza. Chopin ha amplificato quanto di poetico era già presente, a volte appena accennato, nelle antiche Mazurche. Mantenendo il ritmo caratteristico, ha dato nobiltà alla melodia e ha introdotto innovazioni armoniche; egli ha disegnato con chiaroscuri dei quadri in cui si trovano sensazioni, fantasie, passioni, vanità; nelle Mazurche si concentrano un'infinità di emozioni. L'elemento femminile conferisce a questa danza una dolcezza ineguagliabile, poiché, secondo Liszt, le donne slave hanno caratteristiche incomparabili, tanto da oltrepassare i confini di tutti i paesi; intelligenti, seducenti, generose e attratte dall'eroismo, le donne polacche sono state oggetto d'attenzione durante le cadenze delle Mazurche, suscitando passioni e interessi inattesi.
Le Mazurche di Chopin sono ricche di quell'aurea amorosa che si libra intorno ad altre sue composizioni quali i Preludi, i Notturni e gli Improvvisi, dove sono presenti tutti gli aspetti delle passioni; sentimenti dagli infiniti aspetti, ricchi di poesia e bellezza. Nelle Ballate, nei Valzer e negli Studi, invece, si può cogliere il sentore di poesie accennate, idealizzate fino a divenire fiaba. Nelle Mazurche è sempre presente una grande varietà di impressioni; sotto la leggerezza della danza è spesso percepibile il suono degli speroni unito al fruscio delle stoffe e al rumore dei ventagli. In alcune è avvertibile un dolore nascosto che la leggerezza della festa non riesce a dissimulare; in altre si sentono ricordi di fanfare, memori di antiche glorie. In ognuna però, come del resto in tutta la sua opera, è presente quel sentimento che riunisce in sé rammarico, dispiacere, angoscia che Chopin definiva con un unico termine polacco: zal.

### Il virtuosismo di Chopin

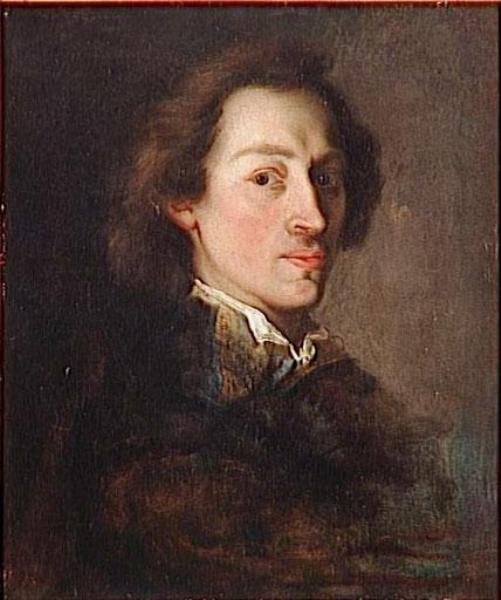
Ritratto di Fryderyk Chopin realizzato da Ary Scheffer nel 1847.

Dopo aver parlato del compositore e di alcune sue opere, Liszt vorrebbe accingersi a descrivere il talento esecutivo di Chopin, ma pensa di non avere né il coraggio né la forza per rievocare ciò che rimane nel profondo dei più intimi sentimenti personali; è inoltre impossibile riuscire a far comprendere, a coloro che non l'hanno mai ascoltato, il fascino e la poesia delle esecuzioni di Chopin.
Il musicista polacco sapeva bene che il proprio talento non poteva aver riscontro presso la multitudine e che poteva essere apprezzato soltanto in ambienti ristretti, con poche persone. Egli stesso ammetteva di non essere adatto ai concerti, si sentiva intimidito dal grande pubblico. Non si esibì infatti molte volte, e dopo i concerti del 1831 a Vienna e Monaco suonò solo, rare volte, a Parigi. Gli mancava comunque l'acclamazione popolare, consapevole della propria superiorità, si domandava fino a che punto le élite dei salotti potessero comprendere la sua musica; non ebbe però mai atteggiamenti da "genio incompreso", dissimulò sempre le ferite del suo amor proprio. Secondo Liszt invece di lavorare per cercare di essere graditi a tutti, è bene seguire l'esempio di Chopin lasciando un'eco imperitura di tutte le proprie passioni e sentimenti.
Il pubblico, peraltro ancora più ristretto, che gli tributò la più grande ammirazione, era formato da nomi famosi nel campo delle arti. Gli spiriti più colti si incontravano spesso nel salotto di Chopin a Parigi. La cortesia era in lui innata, come in ogni buon polacco, e ritrovarsi in casa sua era un vero piacere, si rimaneva come incantati per la premura e la gentilezza. Chopin era molto generoso e faceva di tutto per accontentare i propri ospiti. Solo per una cosa era necessario avere un po' di insistenza: era restio ad aprire il suo pianoforte. Liszt ricorda la prima serata di visita improvvisata nell'appartamento di Chaussèe-d'Antin; nel salotto vi era poca luce e solo intorno al suo pianoforte Pleyel, il suo preferito per il suono cristallino e un po' velato. Le personalità presenti erano molte, da Heine, «il più triste degli umoristi», lui e Chopin avevano un grande intesa anche senza parlarsi, a Meyerbeer che passava molto tempo a seguire e ammirare uno a uno gli arabeschi di cui si arricchivano le improvvisazioni di Chopin. Vi erano poi il tenore Adolphe Nourrit e Hiller, dal talento molto vicino a quello di Chopin di cui era grande amico. In disparte, silenzioso, vi era Eugène Delacroix, mentre George Sand, attenta e quasi soggiogata, ascoltava, dotata della notevole capacità di trovare il bello in ogni forma d'arte.

### L'individualità di Chopin
Liszt, come molti altri, si domanda in che cosa uomini come Chopin, creatori di tanta bellezza, abbiano reso la propria esistenza diversa da quella normalmente comune; se per caso essi non abbiano mai tradito la propria coscienza o se talvolta non siano mai giunti a compromessi con le loro fragilità. Con orgoglio di amico l'autore ricorda che la vicenda artistica e umana di Chopin non presenta alcuna dissonanza, non vi sono errori da giustificare o contraddizioni da notare. Ogni atteggiamento, ogni suo impulso era sempre suggerito dal più sincero sentimento d'onore e dalla più grande armonia affettiva. La sua costituzione era però molto debole ed egli seppe sempre celare la sofferenza, nascondendola sotto una serenità apparente che era rassegnazione. Chopin si creò un rifugio per tenersi lontano dalle complicazioni, cercando di facilitare la propria vita. 
Egli non dava mai tutto sé stesso; anche gli affetti più intimi non riuscivano a scalfire la fortezza in cui nascondeva la propria anima. Rifuggiva sempre da legami o amicizie che avrebbero potuto diventare troppo coinvolgenti; anche i suoi discorsi si arenavano là dove un argomento poteva suscitare in lui emozioni. D'altronde il suo carattere non lo portava ad analisi o argomenti troppo investigativi e curiosi; la cerchia degli amici era talmente affascinata dal suo essere così gentile e dai suoi modi distinti per richiedere altro; per i suoi gesti pieni di nobiltà e le maniere raffinate lo si trattava inconsapevolmente come un principe.
Il suo sincero patriottismo era legato alle sue opere, alla scelta degli amici e degli allievi e ai favori che spesso faceva ai compatrioti. Osservava gli avvenimenti da lontano, esprimendo solo qualche considerazione, senza mai addentrarsi in discussioni che riteneva futili. Soltanto in un'occasione Chopin ruppe la sua costante neutralità, e lo fece su un argomento d'arte. Verso il 1832, quando egli giunse a Parigi, stava nascendo il nuovo movimento romantico che rompeva i vecchi schemi. Le innovazioni di Berlioz stavano rivoluzionando la musica e Chopin si schierò a favore della nuova scuola; rimanendo nello spirito legato ai classici, si liberò delle formule convenzionali e al tempo stesso rifiutò quelle "ciarlatanerie" che avrebbero solo modificato vecchi abusi con altri. Rimase sempre fermo nelle sue scelte e nelle sue sperimentazioni rivelò una tale eleganza e misura che suscitò solo ammirazione. 

### La giovinezza di Chopin

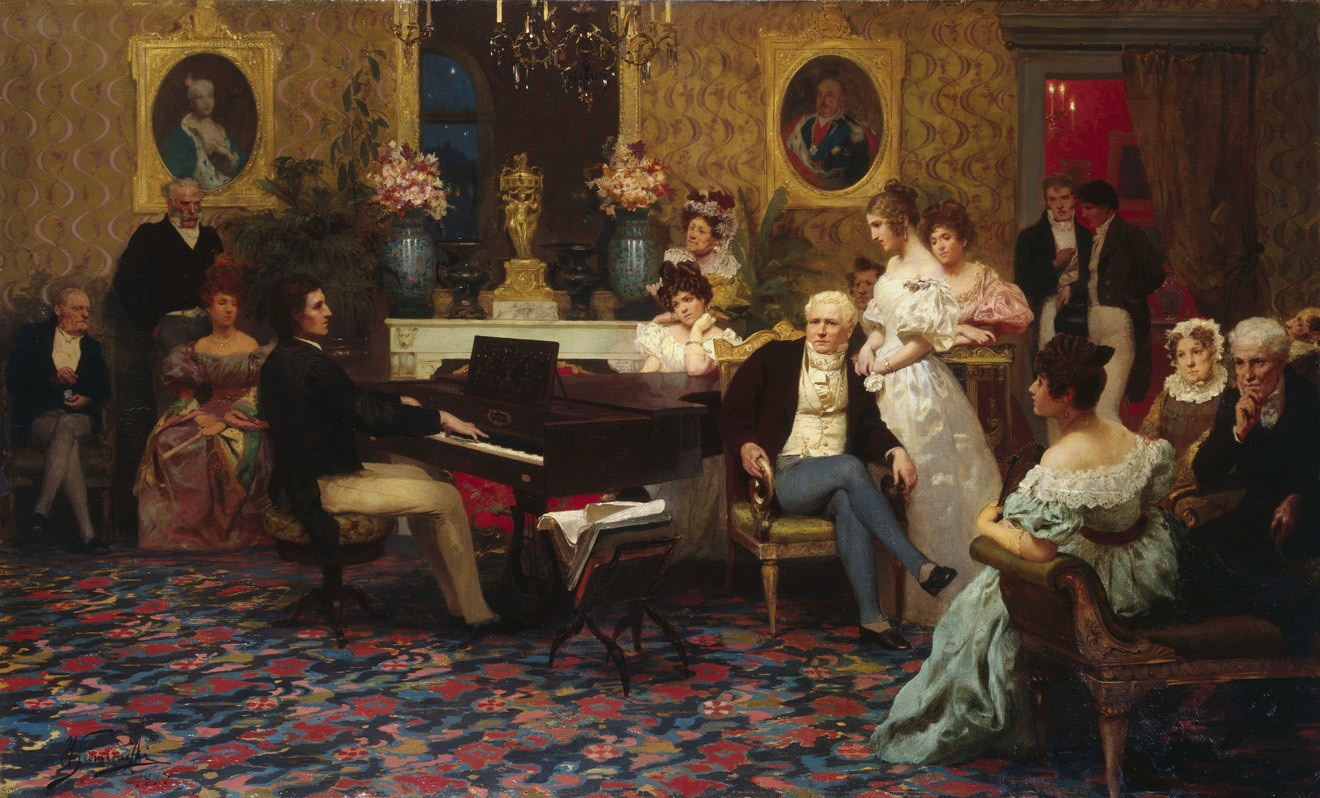
Chopin suona per i Radziwiłł nel 1829 (dipinto di Henryk Siemiradzki, 1887).

Durante gli anni dell'infanzia, nulla di particolare ha contrassegnato la sua esistenza. Non dimostrò di essere un bambino precoce in campo musicale e la sua famiglia, poiché era molto gracile, si preoccupò soprattutto della sua salute. Anche se spesso era sofferente, il piccolo Chopin era allegro, buono, ma sempre attivo; si abituò subito a una vita calma, raccolta, intima. Prese le prime lezioni di musica a nove anni dal maestro Wojciech Żywny che gli trasmise l'amore per Bach. Poiché la famiglia non aveva grandi disponibilità, entrò in uno dei migliori collegi di Varsavia grazie alla generosità del principe Antoni Radziwiłł, buon musicista, che riconobbe il talento del giovane.
Liszt si affida quindi alle parole di George Sand per descrivere la giovinezza e il carattere di Chopin: "A quindici anni aveva già la maturità di un'età adulta unita alla dolcezza dell'adolescenza. Fu sempre delicato nel fisico e nello spirito; la sua gracilità non gli conferì un'aria mascolina, era come un angelo, una figura dal viso bello come si trova nelle poesie medievali. Era sempre assorto nelle sue fantasticherie e la realtà non gli piaceva molto. Molto amabile, ma poco espansivo, passava parecchio tempo in un chiuso riserbo. Nonostante ciò, aveva molti amici, ragazzi della sua età che lo amavano molto; aveva inoltre il grande dono di riuscire a piacere anche a chi non lo aveva mai conosciuto e incontrato"
Per il suo carattere affabile e simpatico Chopin fu ben presto accolto nei salotti più brillanti di Varsavia, tra cui quello della principessa Czetwertynska che lo fece conoscere come giovane musicista. Quando le sue mani scorrevano sulla tastiera si potevano vedere fanciulle e signore con gli occhi umidi e altre che lo circondavano di sorrisi. Nella sua giovinezza Chopin provò un sentimento per una ragazza, ma i tragici avvenimenti che lo costrinsero a lasciare la sua patria interruppero questo suo primo amore, egli non incontrò più la felicità sperata, ma lei rimase sempre fedele al suo ricordo.
Chopin fu un cantore e un poeta per la sua patria; ha rievocato le glorie passate senza una precisa intenzione, senza un disegno prefissato; cantava ciò che il sentimento e l'ispirazione gli dettavano. Dopo la rivoluzione del 29 novembre giunse a Parigi, diede molti concerti e suscitò grande ammirazione, ma non provò mai l'eccitazione della gloria, la accettò senza falsa modestia. Frequentò assiduamente tutti i giovani polacchi espatriati che si trovavano in città e, tramite loro, poteva avere notizie della sua terra.

### Lélia
In questo capitolo Liszt racconta della relazione fra Chopin e George Sand concentrando la narrazione sul loro incontro e sul periodo passato sull'isola di Maiorca.
George Sand nel 1836 aveva già pubblicato diversi romanzi tra cui Lélia di cui in seguito disse di rimpiangere di non poterlo più scrivere nuovamente; con l'esperienza e con il passare del tempo la scrittrice avrebbe modellato diversamente la sua opera, trasformandola da acquarello a scultura vivente. Cercava infatti una nuova forma da dare ai sentimenti che affollavano la sua anima insoddisfatta. Dopo aver descritto con arte questa sua figura dalla carnagione bruna, altera, dai lineamenti simili agli antichi camei, narrava la debolezza e i dolori che prendono l'artista quando, dopo aver trasfuso nell'opera i sentimenti più intensi, continuava a essere, nella fantasia, dominata dagli stessi.

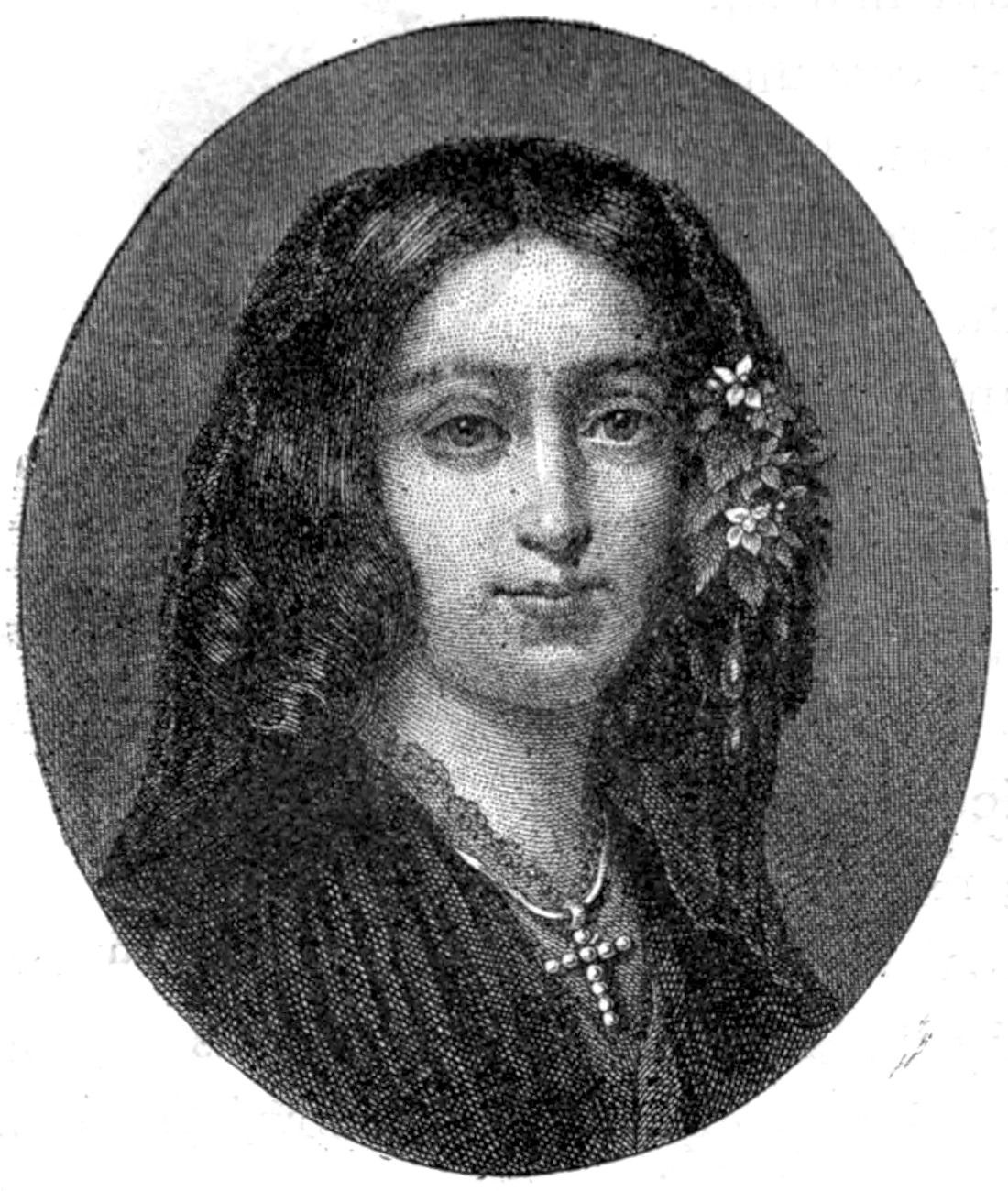
Incisione raffigurante George Sand nel 1840.

George Sand, a quell'epoca, sentì spesso parlare da un amico di un giovane musicista dal talento eccezionale. Conobbe le sue composizioni e fu colpita dalla dolcezza e dai sentimenti nobili ed elevati. Alcuni compatrioti di Chopin le narrarono delle donne polacche e dei loro sacrifici affrontati durante l'ultima guerra. La scrittrice riuscì a intuire, dai loro racconti, le aspirazioni del musicista e l'ideale di un amore. Pertanto fu curiosa di incontrare colui che poteva volare "verso paesaggi che era impossibile descrivere, ma che devono esistere da qualche parte sulla terra". Stanca di identificarsi nel personaggio di Lélia, volle conoscere quell'artista.
Chopin inizialmente aveva timore di quella donna che sapeva dire cose che molte altre non dicevano; in un primo momento evitò l'incontro, ma poi accettò di vederla e allontanò i preconcetti che nutriva nei confronti delle donne scrittrici. In seguito, con l'aggravarsi della malattia, Chopin fu costretto a recarsi a sud, verso terre più calde, per evitare il freddo dell'inverno. George Sand non lo lasciò andare da solo e insieme scelsero l'isola di Maiorca. Durante il soggiorno la sofferenza del musicista continuò, ma poi il clima dolce dell'isola gli giovò, o forse fu il suo desiderio di vita a farlo riprendere. Per tutto il tempo che durò la malattia del compositore, George Sand non lo lasciò solo un istante e gli restò sempre fedele. Lei non cessò mai di essere per Chopin quell'essere soprannaturale che fece allontanare da lui l'ombra della morte. Gli dedicò cure istintive, senza mai avvertire fatica o scoraggiamento. Poco a poco la felicità prese il posto dei vecchi timori, il movimento si sostituì all'inerzia e si riappropriò della luce del giorno. Chopin ricordò in seguito il periodo passato a Maiorca come quello di un'estasi che il destino concede a pochi; egli ne parlò sempre con commozione e riconoscenza. I magnifici paesaggi avevano colpito poeticamente la fantasia del musicista; le bellezze della natura avevano agito in modo intenso sull'artista e il suo animo si era perfettamente armonizzato con il loro incanto.
In seguito Chopin non volle ridestare il periodo di grande felicità trascorso a Maiorca; istintivamente se ne astenne e non cercò più di cantare quei momenti mitizzandoli. Non sentì più la necessità di far rivivere quel passato di intensi sentimenti e così George Sand, che pensava di esser stata la personificazione della poesia, non riuscì a ispirare in lui nessuna melodia. Soltanto una volta, durante i giorni passati sull'isola, in un momento di allucinazione, trasportò il suo sentire nel mondo dell'arte; durante un fortissimo temporale lei era uscita in esplorazione, Chopin temette per la sua vita e incorse in una violenta crisi di nervi. Si riprese presto e improvvisò al pianoforte il Preludio in Fa diesis minore. Al rientro di lei svenne e George Sand, quasi infastidita, non comprese lo stato di ansia del compagno e trovò la sua preoccupazione come una limitazione alla propria libertà. L'episodio descrive quanto vi era di incompatibile e contrapposto fra due esseri che si erano avvicinati per poi respingersi l'un l'altro. Dopo Chopin cercò di sfuggire al presente rifugiandosi nel ricordo della sua terra, della sua giovinezza. Nell'ultimo periodo della sua vita fu preda di un tormento interiore di cui non era consapevole e nella sua musica unì, agli entusiasmi dei primi anni, accenti dolorosi, con un linguaggio raffinato, complesso, ricco di lirismo tormentato ed elegiaco al tempo stesso. 

### Ultimi tempi, ultimi istanti

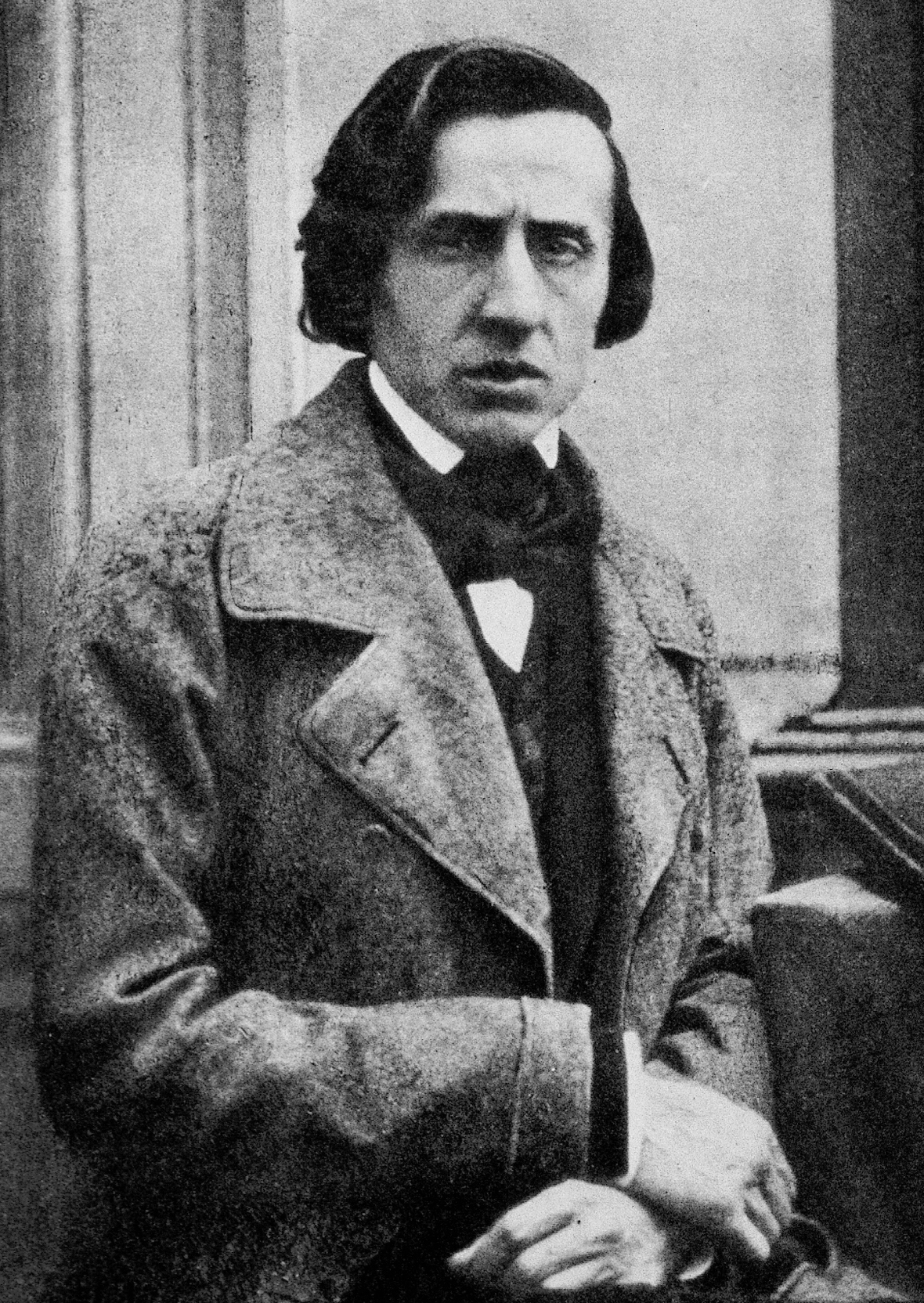
Foto di Chopin pochi mesi prima della sua morte nel 1849, i segni della malattia erano già molto evidenti.

Liszt, nel suo ruolo di testimone degli ultimi anni di Chopin, offre una testimonianza precisa e toccante dell'esperienza che il compositore polacco affrontò durante la sua malattia; ricostruisce un ritratto intimo e umano di Chopin in questo periodo, rendendo omaggio alla sua forza d'animo e alla sua arte.
Dal 1840 la salute del musicista andò sempre peggiorando. Passava le estati a Nohant, in campagna, e questi furono per lui i momenti migliori. Componeva senza fatica e ogni anno realizzava molti lavori; d'inverno invece le sue sofferenze aumentavano, creandogli anche difficoltà di movimento. Tra il 1846 e il 1847, non riuscendo nemmeno a salire le scale, visse senza muoversi, attento solo a cure e precauzioni. Nella primavera del 1847, dopo l'ennesimo aggravamento, si riprese ancora una volta, ma la lacerazione infertagli dalla separazione da George Sand lo colpì profondamente. In seguito Chopin la menzionò spesso, senza mai recriminare; quando parlava di lei gli occhi gli si inumidivano. Gli amici cercavano di distrarlo da quel pensiero, ma il musicista vi ritornava sempre. Tutto quel dolore avrebbe potuto essergli risparmiato, egli si sarebbe adeguato a vivere con i fantasmi del passato e le nobili sofferenze che portava dentro.
Fra le persone che gli furono più vicine vi era Adolf Gutmann, il migliore dei suoi allievi e sincero amico che fu sempre presente con cure e dedizione. La convalescenza fu molto lenta e difficile; fra il 1847 e il 1848 si alternarono ricadute e miglioramenti. Quando si sentì meglio decise di partire per l'Inghilterra, viaggio a cui pensava già da parecchio tempo. Diede un ultimo concerto alla Salle Pleyel e il suo pubblicò lo sentì suonare per l'ultima volta. Quando giunse a Londra fu accolto con molte premure, suonò in pubblico due volte e diverse volte in salotti privati, non ebbe alcun riguardo per la propria salute affaticandosi molto. Si recò quindi a Edimburgo, ma il clima della Scozia era nocivo alla sua salute per cui fu consigliato dai medici a rientrare in Francia. Dopo l'inverno del 1848 Chopin non riuscì più a lavorare in modo regolare; lasciò alcune opere incompiute fra cui un Notturno e un Valzer.
La malattia progredì giorno dopo giorno e la sorella Ludwika giunse dalla Polonia per restargli accanto. Chopin, pur conscio della sua situazione e della tristezza che lo circondava, non smetteva di pensare al futuro e accettò anche di trasferirsi in un nuovo appartamento e di progettarne l'arredamento. La malattia però era arrivata al limite, egli espresse il desiderio di essere seppellito vicino a Bellini che aveva conosciuto e ammirato. Il 15 ottobre ebbe una crisi violenta e la contessa Delphina Potocka, presente con altri amici, portando il pianoforte sulla soglia della stanza, cantò per distrarlo. Il giorno dopo fu chiamato don Aleksander Jolowicki, sacerdote rispettato fra gli emigrati polacchi, e ricevette i sacramenti. Chopin passò gli ultimi momenti in una sonnolenza tormentata sostenuto da Gutmann e spirò verso le due del mattino.
Ai suoi funerali aveva richiesto che fosse eseguito il Requiem del suo amato Mozart; fu eseguita la sua Marcia funebre e Lefébure-Wély suonò all'organo i Preludi in Si e Mi minore.

### Conclusione

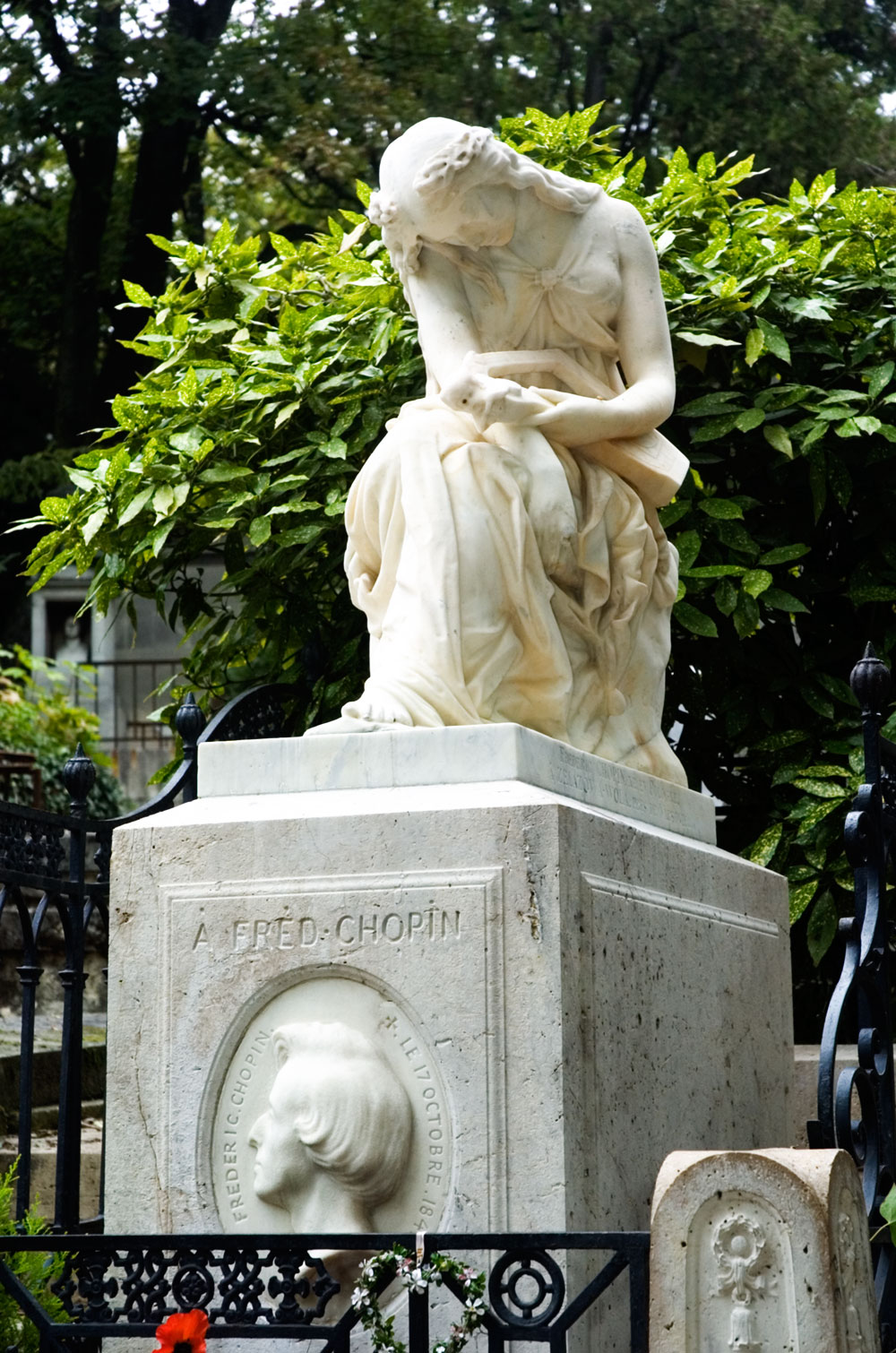
Monumento sulla tomba di Chopin al cimitero di Père-Lachaise.

Liszt, nel suo ruolo di amico e contemporaneo di Chopin, riflette sull'importanza duratura che avrà il genio musicale di Chopin nel capitolo finale del libro. Egli si rende ben conto che ciò che ha scritto su Chopin non sia quanto avrebbe voluto e si augura che l'ascendente che il suo nome avrà fra la gente possa riempire le lacune del suo scritto. Le pagine sul compositore gli sono state dettate dal ricordo delle sue musiche e da ogni cosa che fu a lui cara. Altri amici sono venuti a mancare nello stesso periodo; la morte del giovane principe Lichnowski ha causato una frattura nell'interesse che Liszt aveva per le azioni di libertà di cui egli era grande protagonista. La scomparsa di Chopin ha interrotto bruscamente i legami di un'amicizia di cui aveva avuto tante prove; per questo motivo ha voluto dare una testimonianza della grande sofferenza che la sua perdita egli ha causato.
In un periodo in cui la musica stava avendo un'evoluzione grandiosa, Chopin appare in un certo qual modo come un pittore del Trecento che creava, su una semplice pergamena, miniature di una tale ispirazione che avrebbero dato più tardi, in eredità, straordinari modelli per i loro quadri a Perugino e Raffaello. 
Per celebrare la memoria dei più grandi uomini si sono costruiti piramidi e monumenti grazie alla partecipazione di numerose persone che vollero contribuire al ricordo. Poco dopo la morte di Chopin Camille Pleyel, che fu suo grande amico, aprì una raccolta al fine di far realizzare, dallo scultore Clésinger, un monumento al cimitero di Père-Lachaise. Liszt, ha voluto lasciare qualcosa di più di un omaggio marmoreo, ha voluto realizzare un lavoro che, in ricordo dell'amicizia con Chopin e dell'ammirazione per l'artista, fosse più particolare e testimoniasse il grande rimpianto per la sua scomparsa.

## Edizioni
- (FR) Franz Liszt, Chopin, Parigi, Escudier, 1852.
- (FR) Franz Liszt, Chopin, Lipsia, Breitkopf & Härtel-Libraires Éditeurs, 1879.
- (FR) Franz Liszt, Chopin, Parigi, Corréa, 1941.
- Franz Liszt, Chopin, Milano, Genio, 1949.
- Franz Liszt, Vita di Chopin, Firenze, Passigli, 1983, ISBN 88-368-0015-7.
- (EN) Franz Liszt, Life of Chopin, traduzione di Martha Walker Cook, Dover Publications Inc., 2005.
- Franz Liszt, Chopin, Roma, Castelvecchi, 2015, ISBN 978-88-6944-155-4.